# Hoofdklasse hockey dames 2010/11
Het seizoen 2010/11 is de 30ste editie van de Nederlandse dameshoofdklasse hockey. De competitie begon op 3 oktober 2010 en eindigde op 15 mei 2011. Aansluitend begonnen de play offs voor het landskampioenschap en promotie/degradatie.
In het voorgaande jaar degradeerde Nijmegen rechtstreeks. Hiervoor kwam Hurley in de plaats. 
Den Bosch versloeg Laren in de finale van de play offs en prolongeerde hiermee het landskampioenschap. HGC degradeerde rechtstreeks.

## Clubs
De clubs die dit seizoen aantreden:
| Club                 | Stad             | Coach                              |
| -------------------- | ---------------- | ---------------------------------- |
| Amsterdamsche H&BC   | Amsterdam        | Peter Bolhuis                      |
| HC Den Bosch         | 's-Hertogenbosch | Raoul Ehren                        |
| HGC                  | Wassenaar        | Peter Taylor                       |
| Hurley               | Amsterdam        | Rick Mathijssen                    |
| HC Kampong           | Utrecht          | Derk Marijnen                      |
| HC Klein Zwitserland | Den Haag         | Bas Bogaard                        |
| Larense MHC          | Laren            | Alexander Cox                      |
| Oranje Zwart         | Eindhoven        | Ageeth Boomgaardt                  |
| Pinoké               | Amsterdam        | Etienne Spee                       |
| HC Rotterdam         | Rotterdam        | Caroline van Nieuwenhuyze-Leenders |
| SCHC                 | Bilthoven        | Janneke Schopman                   |
| HDM                  | Den Haag         | Herman Kruis                       |

## Eindstand
Na 22 speelronden was de eindstand als volgt:
| #  | Club              | GS | W  | G | V  | P  | DV      | DT      | DS  |
| -- | ----------------- | -- | -- | - | -- | -- | ------- | ------- | --- |
| 1  | Den Bosch         | 22 | 18 | 2 | 2  | 56 | 85 - 19 | 85 - 19 | +66 |
| 2  | SCHC              | 22 | 15 | 5 | 2  | 50 | 73 - 24 | 73 - 24 | +49 |
| 3  | Laren             | 22 | 15 | 3 | 4  | 48 | 54 - 19 | 54 - 19 | +35 |
| 4  | Amsterdam         | 22 | 14 | 6 | 2  | 48 | 55 - 23 | 55 - 23 | +32 |
| 5  | Oranje Zwart      | 22 | 9  | 2 | 11 | 29 | 32 - 38 | 32 - 38 | -6  |
| 6  | Kampong           | 22 | 8  | 2 | 12 | 26 | 31 - 49 | 31 - 49 | -18 |
| 7  | Pinoké            | 22 | 8  | 2 | 12 | 26 | 24 - 45 | 24 - 45 | -21 |
| 8  | Hurley            | 22 | 7  | 3 | 12 | 24 | 30 - 52 | 30 - 52 | -22 |
| 9  | HDM               | 22 | 6  | 5 | 11 | 23 | 40 - 55 | 40 - 55 | -15 |
| 10 | Rotterdam         | 22 | 5  | 6 | 11 | 21 | 28 - 44 | 28 - 44 | -16 |
| 11 | Klein Zwitserland | 22 | 3  | 5 | 14 | 14 | 23 - 54 | 23 - 54 | -31 |
| 12 | HGC               | 22 | 2  | 3 | 17 | 9  | 14 - 67 | 14 - 67 | -53 |

### Legenda
| Afk.      | Betekenis                                                                                    |
| --------- | -------------------------------------------------------------------------------------------- |
| GS        | aantal gespeelde wedstrijden                                                                 |
| W         | aantal gewonnen wedstrijden                                                                  |
| G         | aantal gelijk gespeelde wedstrijden                                                          |
| V         | aantal verloren wedstrijden                                                                  |
| P         | totaal aantal punten                                                                         |
| DV        | aantal gemaakte doelpunten                                                                   |
| DT        | aantal doelpunten tegen                                                                      |
| DS        | doelsaldo                                                                                    |
| Den Bosch | Den Bosch en Laren plaatsen zich voor de Europacup 2012                                      |
| SCHC      | SCHC en Amsterdam hebben zich alleen weten te plaatsen voor de play offs                     |
| Rotterdam | Rotterdam en Klein Zwitserland hebben zich weten te handhaven dankzij winst in de play offs. |
| HGC       | HGC is rechtstreeks gedegradeerd                                                             |

## Uitslagen reguliere competitie
Informatie: Zonder de Play Offs.

De thuisspelende ploeg staat in de linkerkolom.
|                   | ORA | HKZ | LAR | HGC | ROT | AMS | SCH | PIN | HDM | KAM | HUR | DBO |
| ----------------- | --- | --- | --- | --- | --- | --- | --- | --- | --- | --- | --- | --- |
| Oranje Zwart      |     | 3-2 | 0-4 | 4-2 | 2-0 | 0-3 | 1-4 | 2-0 | 0-0 | 1-2 | 2-1 | 1-3 |
| Klein Zwitserland | 2-1 |     | 0-1 | 2-0 | 2-0 | 0-3 | 0-7 | 2-2 | 0-2 | 1-2 | 3-3 | 0-2 |
| Laren             | 1-1 | 1-0 |     | 3-0 | 5-1 | 0-1 | 0-0 | 2-0 | 4-1 | 3-0 | 0-1 | 3-2 |
| HGC               | 0-1 | 1-1 | 0-5 |     | 2-2 | 1-7 | 0-2 | 0-1 | 1-1 | 0-3 | 2-1 | 1-8 |
| Rotterdam         | 0-3 | 1-1 | 1-0 | 4-0 |     | 2-5 | 2-3 | 0-1 | 3-3 | 0-2 | 4-0 | 0-1 |
| Amsterdam         | 2-1 | 1-0 | 2-2 | 4-0 | 4-0 |     | 0-2 | 0-0 | 0-0 | 3-0 | 4-1 | 5-5 |
| SCHC              | 3-2 | 8-2 | 2-1 | 9-1 | 1-1 | 2-2 |     | 4-0 | 7-2 | 6-0 | 3-0 | 0-4 |
| Pinoké            | 2-1 | 2-1 | 2-4 | 1-0 | 1-2 | 0-1 | 0-3 |     | 2-1 | 1-2 | 1-2 | 0-3 |
| HDM               | 1-2 | 5-2 | 2-4 | 2-1 | 1-2 | 3-3 | 2-1 | 2-3 |     | 3-1 | 2-3 | 3-6 |
| Kampong           | 2-3 | 1-1 | 1-6 | 1-2 | 1-1 | 0-2 | 1-3 | 4-2 | 2-0 |     | 1-2 | 2-6 |
| Hurley            | 2-0 | 2-1 | 1-3 | 1-0 | 2-2 | 2-3 | 2-2 | 1-3 | 3-4 | 0-3 |     | 0-7 |
| Den Bosch         | 2-1 | 6-0 | 1-2 | 4-0 | 4-0 | 2-0 | 1-1 | 8-0 | 5-0 | 3-0 | 2-0 |     |

## Topscorers
| #  | Speler             | Club      | Goals |
| -- | ------------------ | --------- | ----- |
| 1. | Maartje Paumen     | Den Bosch | 42    |
| 2. | Kim Lammers        | Laren     | 24    |
| 3. | Fieke Holman       | Amsterdam | 21    |
| 4. | Caia van Maasakker | SCHC      | 20    |
| 5. | Soledad García     | SCHC      | 17    |

## Play-offs kampioenschap
Na de reguliere competitie wordt het seizoen beslist door middel van play-offs om te bepalen wie zich kampioen van Nederland mag noemen. De nummer 1 van zowel de heren als de dames neemt het op tegen de nummer 4 en de nummer 2 neemt het dan op tegen de nummer 3. De winnaars hiervan komen in de finale.
Geplaatste clubs
| #  | Club      |
| -- | --------- |
| 1. | Den Bosch |
| 2. | SCHC      |
| 3. | Laren     |
| 4. | Amsterdam |

Eerste halve finales
| 21 mei 2011 12.30 |           |                     |  |
| Amsterdam         | 0-0 (0-0) | Den Bosch           |  |
|                   |           | Wint na strafballen |  |

| 21 mei 2011 12.30                                         |           |                                                |  |
| Laren                                                     | 2-2 (0-0) | SCHC                                           |  |
| 41' Kim Lammers 70' Julia Müller (sc) Wint na strafballen |           | 54' Caia van Maasakker (sc) 68' Soledad Garcia |  |

Tweede halve finales
| 22 mei 2011 12.30      |           |                                   |                                                   |
| Den Bosch              | 1-2 (1-2) | Amsterdam                         | Scheidsrechters: Caroline Brunekreef Nicole Wajer |
| 5' Maartje Paumen (sc) |           | 14' Alma Fenne 32' Kitty van Male | Scheidsrechters: Caroline Brunekreef Nicole Wajer |

| 22 mei 2011 12.30                                                                                        |                |                                                         |                                                |
| SCHC | 4-3 (3-3)(1-1) | Laren                                                   | Scheidsrechters: Stella Bartlema Maarten Boxma |
| 10' Caia van Maasakker (sc) 60' Miou Koopman 68' Claire Verhage 82' Caia van Maasakker (sc)(golden goal) |                | 14' Wieke Dijkstra (sc) 66' Kim Lammers 70' Kim Lammers | Scheidsrechters: Stella Bartlema Maarten Boxma |

Derde Wedstrijd
| 25 mei 2011 20.30                      |           |                       |  |
| Den Bosch                              | 2-1 (1-0) | Amsterdam             |  |
| 25' Colette de Beaumont '68 Sabine Mol |           | 51' Eva de Goede (sc) |  |

| 25 mei 2011 20.30      |           |                                                         |  |
| SCHC                   | 1-3 (1-1) | Laren                                                   |  |
| 1' Soledad Garcia (sc) |           | 27' Wieke Dijkstra (sc) 46' Kim Lammers '66 Kim Lammers |  |

Finale
| 29 mei 2011 14.00   |           |                                             |                                                      |
| Laren               | 1-2 (0-1) | Den Bosch                                   | Scheidsrechters: Caroline Brunekreef Jasper Nagtzaam |
| 57' Macey de Ruiter |           | 18' Vera Vorstenbosch 37' Margot van Geffen | Scheidsrechters: Caroline Brunekreef Jasper Nagtzaam |

| 4 juni 2011 13.00                                   |           |                |                                                   |
| Den Bosch                                           | 2-1 (0-1) | Laren          | Scheidsrechters: Stella Bartlema Frank van Olphen |
| 67' Sabine Mol '75 Maartje Paumen (sc)(golden goal) |           | 7' Kim Lammers | Scheidsrechters: Stella Bartlema Frank van Olphen |

Eindrangschikking
| # | club                                                      |
| - | --------------------------------------------------------- |
| 1 | Den Bosch (kampioen 2010/11 en deelname Europacup I 2012) |
| 2 | Laren (deelname Europacup I 2012)                         |
| 3 | Amsterdam                                                 |
| 4 | SCHC                                                      |

## Promotie/degradatie play-offs
De als 10de en 11de geëindigde hoofdklassers Rotterdam en Klein Zwitserland moesten zich via deze play offs proberen te handhaven in de hoofdklasse. Rood-Wit en MOP zijn kampioen geworden van de overgangsklasse en moeten uitmaken wie de opengevallen plaats in de hoofdklasse overneemt van HGC.
Play off rechtstreekse promotie
|                   |          |           |     |  |
| 21 mei 2011 12.30 | Rood-Wit | 2-6 (1-1) | MOP |  |
| 21 mei 2011 12.30 |          |           |     |  |

|                   |             |           |          |  |
| 22 mei 2011 12.30 | MOP         | 4-3 (3-3) | Rood-Wit |  |
| 22 mei 2011 12.30 | Golden goal |           |          |  |

MOP gepromoveerd en Rood-Wit neemt het op tegen Klein Zwitserland om promotie/handhaving. De nummers 2 van de beide overgangsklassen Nijmegen en Bloemendaal nemen het tegen elkaar op om te bepalen wie in de tweede serie play offs het dan op mag nemen tegen Rotterdam.
Play off nummers 2 overgangsklasse
|                   |                     |           |             |  |
| 21 mei 2011 12.30 | Nijmegen            | 2-1 (0-0) | Bloemendaal |  |
| 21 mei 2011 12.30 | Wint na strafballen |           |             |  |

|                   |             |           |          |  |
| 22 mei 2011 12.30 | Bloemendaal | 0-1 (0-0) | Nijmegen |  |
| 22 mei 2011 12.30 |             |           |          |  |

Bloemendaal terug naar Overgangsklasse en Nijmegen neemt het op tegen Rotterdam om promotie/handhaving.
Play offs tweede serie
|                   |                     |           |                   |  |
| 28 mei 2011 12.30 | Rood-Wit            | 3-3 (1-1) | Klein Zwitserland |  |
| 28 mei 2011 12.30 | Wint na strafballen |           |                   |  |

|                   |          |           |           |  |
| 28 mei 2011 12.30 | Nijmegen | 0-1 (0-0) | Rotterdam |  |
| 28 mei 2011 12.30 |          |           |           |  |

|                   |                   |           |          |  |
| 29 mei 2011 12.30 | Klein Zwitserland | 6-1 (3-1) | Rood-Wit |  |
| 29 mei 2011 12.30 |                   |           |          |  |

|                   |           |           |          |  |
| 29 mei 2011 12.00 | Rotterdam | 4-3 (1-2) | Nijmegen |  |
| 29 mei 2011 12.00 |           |           |          |  |

|                   |          |           |                   |  |
| 1 juni 2011 20.30 | Rood-Wit | 0-2 (0-2) | Klein Zwitserland |  |
| 1 juni 2011 20.30 |          |           |                   |  |

Rotterdam en Klein Zwitserland handhaven zich.
Nederlands landskampioenschap

1921/22 ·
1922/23 ·
1923/24 ·
1924/25 ·
1925/26 ·
1926/27 ·
1927/28 ·
1928/29 ·
1929/30 ·
1930/31 ·
1931/32 ·
1932/33 ·
1933/34 ·
1934/35 ·
1935/36 ·
1936/37 ·
1937/38 ·
1938/39 ·
1939/40 ·
1940/41 ·
1941/42 ·
1942/43 ·
1943/44 ·
1944/45 ·
1945/46 ·
1946/47 ·
1947/48 ·
1948/49 ·
1949/50 ·
1950/51 ·
1951/52 ·
1952/53 ·
1953/54 ·
1954/55 ·
1955/56 ·
1956/57 ·
1957/58 ·
1958/59 ·
1959/60 ·
1960/61 ·
1961/62 ·
1962/63 ·
1963/64 ·
1964/65 ·
1965/66 ·
1966/67 ·
1967/68 ·
1968/69 ·
1969/70 ·
1970/71 ·
1971/72 ·
1972/73 ·
1973/74 ·
1974/75 ·
1975/76 ·
1976/77 ·
1977/78 ·
1978/79 ·
1979/80 ·
1980/81
Hoofdklasse dames

1981/82 · 
1982/83 · 
1983/84 · 
1984/85 · 
1985/86 · 
1986/87 · 
1987/88 · 
1988/89 · 
1989/90 · 
1990/91 · 
1991/92 · 
1992/93 · 
1993/94 · 
1994/95 · 
1995/96 · 
1996/97 · 
1997/98 · 
1998/99 · 
1999/00 · 
2000/01 · 
2001/02 · 
2002/03 · 
2003/04 · 
2004/05 · 
2005/06 · 
2006/07 · 
2007/08 · 
2008/09 · 
2009/10 · 
2010/11 · 
2011/12 · 
2012/13 ·
2013/14 ·
2014/15 ·
2015/16 ·
2016/17 ·
2017/18 ·
2018/19 ·
2019/20 ·
2020/21 ·
2021/22 ·
2022/23 ·
2023/24 ·
2024/25 ·
Nederlandse competities: Hoofdklasse (zaal) · Promotieklasse · Overgangsklasse · Eerste klasse · Tweede klasse · Derde klasse · Vierde klasse · Gold Cup · Silver Cup

Nederlands kampioenschap: Lijst van Nederlandse landskampioenen hockey · Lijst van Nederlandse landskampioenen zaalhockey

Europese competities: Euro Hockey League · Europacup I · Europa Cup II · Europacup zaalhockey